# Pseudoneureclipsis gudulensis
Pseudoneureclipsis gudulensis is een schietmot uit de familie Dipseudopsidae. De soort komt voor in het Palearctisch gebied.